# تسونیا یوزاکی
تسونیا یوزاکی (انگلیسی: Tsuneya Yuzaki؛ زادهٔ ۱۰ فوریهٔ ۱۹۴۱) بازیکن هاکی روی چمن اهل ژاپن بود.
وی در مسابقات کشوری و بین‌المللی در مجموع برندهٔ ۱ مدال برنز شده‌است.